# Percy Locey
Percy Locey (Ironside, Oregon, 1894. november 28. – Corvallis, Oregon, 1981. augusztus) amerikai amerikaifutball-játékos és edző, 1937 és 1947 között az Oregon State Beavers (korábban Oregon State Aggies) atlétikai igazgatója.

## Játékosként
1915-ben az Oregon State Aggies amerikaifutball-játékosa lett, de az első világháború miatt tanulmányait fel kellett függesztenie. 1921 és 1923 között az amerikaifutball-csapat tackle-je, 1923-ban csapatkapitánya volt, 1925-ben pedig játszott az East–West Shrine Bowlon. Az 1923–24-es tanévben a hallgatói önkormányzat elnökévé választották.
1926-ban a San Franciscó-i Olympic Club játékosa volt.

## Edzőként
1928-ban az Olympic Club amerikaifutball-csapatának edzőjévé választották; veretlen első szezonját követően a többi csapatot is ő készítette fel. Ő volt az edző az 1929-es East-West Shrine idején; a szezonban 19–7-re kikaptak. Később a Denver Pioneers edzője lett, ahol eredménye 20–14–3 volt.

## Atlétikai igazgatóként
1937-ben az Oregon State Beavers atlétikai igazgatójává választották; az amerikaifutball-csapat 1941-ben a Pacific Coast Conference bajnoka lett, ezzel kijutottak az 1942-es Rose Bowlra. A Pearl Harbor elleni japán támadás miatt a hadsereg biztonsági okokból megtiltotta a mérkőzés megrendezését, így azt ellenfelük, a Duke Blue Devils észak-karolinai campusán játszották. A Beavers szurkolóinak mérkőzés- és vonatjegyeit visszatérítették.
1947-ben lemondott.

## Emlékezete
1981-ben az Oregon Sports Hall of Fame, 1990-ben pedig az Oregoni Állami Egyetem dicsőségcsarnokának tagja lett. Unokája, Jay Locey az Oregon State Beavers amerikaifutball-játékosa és edzőhelyettese volt.

## Eredményei vezetőedzőként
| Év                                          | Eredmény                                    | Eredmény                                    | Helyezés                                    |
| Év                                          | Összesített                                 | Konferencia                                 | Helyezés                                    |
| Denver Pioneers (Rocky Mountain Conference) | Denver Pioneers (Rocky Mountain Conference) | Denver Pioneers (Rocky Mountain Conference) | Denver Pioneers (Rocky Mountain Conference) |
| ------------------------------------------- | ------------------------------------------- | ------------------------------------------- | ------------------------------------------- |
| 1932                                        | 4–3–1                                       | 4–1–1                                       | 3.                                          |
| 1933                                        | 5–3–1                                       | 5–1–1                                       | T–1.                                        |
| 1934                                        | 5–5–1                                       | 4–4                                         | 6.                                          |
| 1935                                        | 6–3                                         | 5–2                                         | 4.                                          |
| Összesen:                                   | 20–14–3                                     | 18–8–2                                      | –                                           |
| Jelmagyarázat: Konferenciabajnok            |                                             |                                             |                                             |

## Fordítás
- Ez a szócikk részben vagy egészben  a   Percy Locey című angol Wikipédia-szócikk ezen változatának fordításán alapul.  Az eredeti cikk szerkesztőit annak laptörténete sorolja fel. Ez a jelzés csupán a megfogalmazás eredetét és a szerzői jogokat jelzi, nem szolgál a cikkben szereplő információk forrásmegjelöléseként.